# Dennis Wise
Dennis Frank Wise, född 16 december 1966 i Kensington, London, är en engelsk före detta professionell fotbollsspelare och tränare. Wise är känd som en aggressiv och hårdför mittfältare i Wimbledon, Leicester City, Millwall, Southampton, Coventry City och framförallt Chelsea.
Under spelarkarriären spelade han bland annat spelade 332 ligamatcher åren 1990-2001 för Chelsea FC. Han spelade 21 landskamper för England 1991-2000 och var med i EM 2000.

## Spelarkarriär
Wise började sin karriär som lärling i Southampton men lämnade då han inte kom överens med manangern Lawrie McMenemy. Han flyttade till Wimbledon 1985 där han stannade i fem år. I Wimbledon FC firade han sin första stora titel när laget, populärt kallat "Crazy Gang", överraskande besegrade favoriterna Liverpool i FA-cupfinalen 1988. Han var hösten 1985 utlånad till Grebbestads IF och gjorde fem mål på tio matcher.
1990 gick han över till Chelsea där han firade sina största framgångar. Under sina 11 år spelade han 445 matcher för klubben och gjorde 76 mål. Han var lagkapten för det lag som vann FA-cupen 1997 och 1998, ligacupen 1998 och Cupvinnarcupen 1998. Wise var en del av ett framgångsrikt mittfält tillsammans med Gustavo Poyet, Roberto Di Matteo och Dan Petrescu. Men hans år i Chelsea innehöll också disciplinära avstängningar på grund av hans hetsiga humör och bråk. Han blev också villkorligt dömd efter att ha attackerat en taxichaufför. Han såldes till Leicester City 2001.

## Tränarkarriär
Mot slutet av karriären började Dennis Wise att successivt gå över till att bli spelande tränare för att sedan efter att ha avslutat karriären bli tränare på heltid. Sin största framgång som tränare nådde han 2004 när han som spelande tränare ledde Millwall FC till final i FA-cupen, klubbens största framgång någonsin, där man dock förlorade mot Manchester United.